# Баймаково
Байма́ково (рос. Баймаково) — село у складі Бугурусланського району Оренбурзької області, Росія.

## Населення
Населення — 623 особи (2010; 617 у 2002).
Національний склад (станом на 2002 рік):
- росіяни — 58 %